# Зверева, Ольга Фёдоровна
Ольга Фёдоровна Зверева (род. 5 марта 2000, Фергана, Республика Узбекистан) — российская волейболистка, нападающая-доигровщица. 

## Биография
Ольга Зверева родилась в Фергане (Республика Узбекистан). В 11-летнем возрасте с семьёй переехала в город Мичуринск Тамбовской области, где начала заниматься волейболом в местной ДЮСШ у тренера Е. Н. Протасовой. Спустя три года приглашена в Краснодар и с 2015 выступала за дубль «Динамо» в Молодёжной лиге чемпионата России. 17 февраля 2017 дебютировала в суперлиге в матче краснодарского «Динамо» против «Енисея». С 2019 — в основном составе «Динамо». В 2023 заключила контракт с ВК «Уралочка-НТМК».
В 2017 году Ольга Зверева выступала за юниорскую сборную России, с которой стала чемпионкой Европы среди девушек, бронзовым призёром чемпионата мира среди девушек и Европейского юношеского олимпийского фестиваля. В 2018 с молодёжной сборной России выиграла серебряные награды чемпионата Европы, а в следующем году — «бронзу» чемпионата мира 2019. 

### Клубная карьера
- 2015—2020 —  «Динамо»-2 (Краснодар) — молодёжная лига;
- 2017—2023 —  «Динамо» (Краснодар) — суперлига;
- с 2023 —  «Уралочка-НТМК» (Свердловская область) — суперлига.

## Достижения

### Клубные
- бронзовый призёр розыгрыша Кубка России 2020.
- бронзовый призёр розыгрыша Кубка Молодёжной лиги 2018.

### Со сборными России
- бронзовый призёр чемпионата мира среди молодёжных команд 2019.
- серебряный призёр чемпионата Европы среди молодёжных команд 2018.
- бронзовый призёр чемпионата мира среди девушек 2017.
- чемпионка Европы среди девушек 2017.
- бронзовый призёр Европейского юношеского олимпийского фестиваля 2017.